# Paje (Botswana)
Paje è un villaggio del Botswana situato nel distretto Centrale, sottodistretto di Serowe Palapye. Il villaggio, secondo il censimento del 2011, conta 2.507 abitanti.